# Värö-Stråvalla församling
Värö-Stråvalla församling är en församling i Varbergs och Falkenbergs kontrakt i Göteborgs stift. Församlingen utgör ett eget pastorat och ligger i Varbergs kommun i Hallands län.

## Administrativ historik
Församlingen bildades 2014 genom sammanläggning av Värö församling och Stråvalla församling och utgör sedan dess ett eget pastorat.

## Kyrkor
- Värö kyrka
- Bua kyrka
- Stråvalla kyrka